# بيتينا هوفمان
بيتينا هوفمان (بالألمانية: Bettina Hoffmann)‏ هي عالمة موسيقى ألمانية، ولدت في 1959 في دوسلدورف في ألمانيا.

## وصلات خارجية
- بيتينا هوفمان على موقع ميوزك برينز (الإنجليزية)
- بيتينا هوفمان على موقع ديسكوغز (الإنجليزية)